# Deserto sabbioso del Pakistan settentrionale e Registan
Il deserto sabbioso del Pakistan settentrionale e Registan è un'ecoregione dell'ecozona paleartica, definita dal WWF (codice ecoregione: PA1326).

## Territorio
Le pianure desertiche sabbiose di questa ecoregione sono punteggiate da colline rocciose e dune di sabbia che si innalzano come punti eslamativi dalla terra. Alcune creste di dune sabbiose possono raggiungere i 15 m di altezza. Gli arbusti e i piccoli alberi che crescono in questo ambiente sabbioso costituiscono un vero e proprio paradiso per un'intera varietà di mammiferi e uccelli.

## Flora
Nonostante le precipitazioni siano molto scarse - in media cadono qui ogni anno tra i 152 e i 301 mm di pioggia all'anno -, l'acqua costituisce una parte vitale di questa ecoregione. Piccoli fiumi, quali il Khash Rud, l'Harut e il Farah, e corsi d'acqua ben più imponenti come l'Helmand e l'Arghandab scorrono attraverso l'Afghanistan meridionale fino a disperdere le proprie acque in due laghi endoreici paludosi situati nelle regioni orientali dell'Iran, l'Hamun-e-Sabori e l'Hamun-e-Puzak. Di conseguenza, il suolo qui è costituito da conoidi alluvionali, sabbia e da un misto di argilla, loess e substrati rocciosi. Tra i 1960 e i 4920 m, arbusti, carici ed erbe di prato dominano la vegetazione. Tra i 900 e i 1800 m si possono trovare alberi di pistacchio e vegetazione arbustiva. La regione riceve annualmente tra i 150 e i 300 mm di pioggia. In gennaio, le temperature possono scendere fino a 6 °C, ma durante la stagione secca possono raggiungere i 51 °C.

## Fauna
I mammiferi di questa ecoregione sono ben adattati al suo clima. Tra le specie maggiormente diffuse vi è la volpe di Blanford (Vulpes cana), che si nutre di roditori, lepri, rettili, insetti e frutta. Lo sfuggente caracal (Caracal caracal), dai caratteristici ciuffi di peli neri sulle orecchie, resta sul terreno perfino nelle aree desertiche più roventi quando altri animali cercano rifugio in tane sotterranee. Un roditore endemico, il gerboa di Hotson (Allactaga hotsoni), di colore grigio chiaro, si mimetizza alla perfezione nelle distese ghiaiose e nelle regioni rocciose in cui vive. La chinkara (Gazella bennettii), nota anche come gazzella indiana, ha un manto di colore beige-rossastro molto lucido, che riflette in parte i raggi del sole e riduce al minimo l'assorbimento di calore durante i periodi più caldi. Gli uccelli, specialmente quelli acquatici, sono molto numerosi, sia per numero di specie che di individui. Tra le specie terrestri vi sono l'averla isabellina (Lanius isabellinus) e il saltimpalo siberiano (Saxicola maurus). Questa ecoregione è nota per i suoi rettili caratteristici, tra i quali spiccano quattro specie endemiche di lucertole, una di serpente e quattro di agama testa di rospo. Il geco delle sabbie dalla coda rosa (Cyrtopodion rhodocauda) e la vipera di McMahon (Eristicophis macmahoni) sono solamente due esempi di rettili endemici.

## Popolazione
Il deserto sabbioso del Pakistan settentrionale e Registan, estendendosi tra il Pakistan sud-occidentale e l'Afghanistan meridionale, presenta una densità di popolazione umana generalmente molto bassa, specialmente nelle aree centrali più aride e sabbiose, dove le condizioni ambientali rendono difficile la vita sedentaria e lo sviluppo di insediamenti stabili. Le popolazioni residenti si concentrano principalmente lungo i margini delle aree desertiche, nelle oasi, in corrispondenza dei corsi d'acqua stagionali o permanenti, oppure nelle valli dove l'acqua sotterranea è accessibile tramite pozzi.
Gli insediamenti umani sono costituiti da piccoli villaggi e accampamenti di pastori nomadi o seminomadi, appartenenti prevalentemente a gruppi etnici come i Baluchi, i Pashtun e, in misura minore, i Brahui e altre minoranze locali. L'allevamento estensivo di pecore, capre e cammelli rappresenta la principale attività economica tradizionale, mentre l'agricoltura irrigua è possibile solo in prossimità di fiumi come l'Helmand, l'Arghandab e i loro affluenti, o nelle aree dove sono disponibili sistemi di qanat (canali sotterranei per il trasporto dell'acqua).
La distribuzione degli insediamenti è fortemente influenzata dalla disponibilità di risorse idriche e di pascoli. Le condizioni climatiche estreme, con escursioni termiche significative tra inverno ed estate, e la scarsità d'acqua limitano la crescita della popolazione e rendono la vita nomade una strategia di adattamento diffusa. Negli ultimi decenni, tuttavia, si è registrato un lento processo di sedentarizzazione, favorito anche dalla costruzione di nuove infrastrutture (strade, pozzi profondi, piccoli centri urbani) e dallo sviluppo di attività estrattive (come il prelievo di minerali o la ricerca di idrocarburi).
I centri urbani di maggior rilievo sono situati fuori dalle zone desertiche più inospitali, ai margini dell'ecoregione, e fungono da mercati e nodi di scambio per i prodotti degli allevatori e delle comunità rurali. Nelle aree desertiche vere e proprie, la popolazione resta scarsa, spesso mobile e organizzata in clan tribali che gestiscono in comune le risorse naturali.
La pressione demografica resta comunque contenuta, ma l'aumento della popolazione nelle aree di confine, la presenza di rifugiati (soprattutto afghani) e la domanda crescente di risorse (pascoli, acqua, legna) possono costituire fattori di stress aggiuntivo per un ambiente già fragile. Le difficoltà economiche e i conflitti locali, infine, condizionano fortemente la vita quotidiana e le dinamiche insediative di questa regione.

## Conservazione

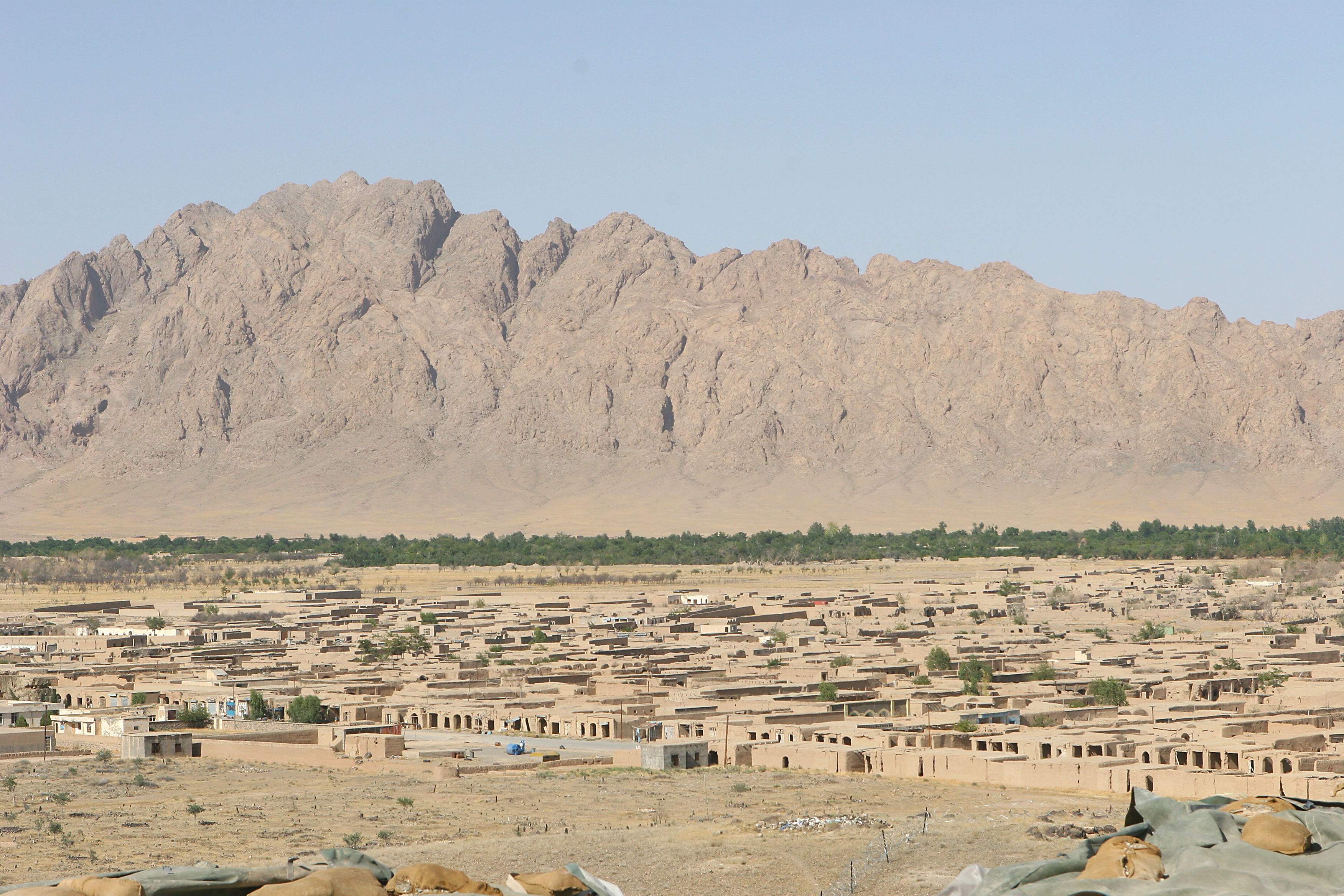
Nawzad, Afghanistan meridionale

Le greggi di pecore sono così numerose che, in alcuni punti, la vegetazione arbustiva non può ricrescere. Alcuni ungulati, come la chinkara, sono stati cacciati regolarmente, tanto che in alcune aree sono quasi scomparsi. Infine, la mancanza di un sistema di aree protette rende l'intera ecoregione vulnerabile.